# 黑翅草蟬
黑翅草蟬（学名：Mogannia formosana）为蟬科草蟬屬下的一个种。台灣特有種。

## 特徵
前翅中段有明顯的橫條黑帶,與一般的草蟬有所區別；前翅前半具褐色斑，後半部翅脈為綠色或紅褐色，雌雄色澤略為相異。
軀幹呈黑褐色，帶金屬光澤；多見於台灣東南部中低海拔山區。